# Paulianische Anfechtungsklage
Die Paulianische Anfechtungsklage ist eine Klage zur Anfechtung von Geschäften, die zum Nachteil eines oder mehrerer Gläubiger abgeschlossen wurden.
Die Klage (lat. actio Pauliana) geht auf das römische Recht zurück und ist nach einer Digesten-Stelle des Juristen Paulus benannt.

## Römisches Recht
Im römischen Recht wurden vom Prätor zwei Rechtsmittel gegen die Benachteiligung von Gläubigern gewährt:
- in integrum restitutio (während der Zwangsvollstreckung),
- Interdictum fraudatorium (nach beendetem Konkursverfahren).[3]

In der Spätantike wurden die Rechtmittel auf Veranlassung Justinians in einer einheitlichen Klage zusammengefasst, der actio Pauliana.

## Deutschland
In Deutschland unterscheidet man die Anfechtung von gläubigerbenachteiligenden Rechtshandlungen durch einen Insolvenzverwalter nach Eröffnung des Insolvenzverfahrens über das Vermögen eines Schuldners (dann Insolvenzanfechtung nach §§ 129 ff. InsO) und die Anfechtung außerhalb des Insolvenzverfahrens durch einen einzelnen Gläubiger nach dem Anfechtungsgesetz. Der Begriff Paulianische Anfechtung ist hierfür nicht gebräuchlich.

## Schweiz
Die paulianische Anfechtung des schweizerischen Rechts ist die Anfechtung eines Rechtsgeschäfts, das eine Person oder Unternehmung kurz vor Konkurseröffnung getätigt hat. Sie dient der Gleichbehandlung aller Gläubiger in der Zwangsvollstreckung, indem die von der Anfechtung betroffenen Vermögenswerte der Konkurs- oder Nachlassmasse erhalten bleiben.
Sie ist sowohl inner- wie ausserhalb des Konkurses zulässig. Dies ergibt sich namentlich aus der entsprechenden Umschreibung der Aktivlegitimation in Art. 285 Abs. 2 SchKG.
Unterschieden werden im modernen Schweizer Recht die Schenkungs-, die Überschuldungs- und die Absichtspauliana (Art. 285 ff. SchKG).

## Liechtenstein
Die Paulianische Anfechtungsklage ist in Liechtenstein in der Anfechtungsordnung geregelt.

### Zweck und Anfechtungsbefugnis
Die in der Anfechtungsordnung erwähnten Rechtshandlungen, die das Vermögen eines Schuldners betreffen, können zwecks Befriedigung eines Gläubigers angefochten und diesem gegenüber als unwirksam erklärt werden. Zur Anfechtung ist jeder Gläubiger mit einer vollstreckbaren Forderung ohne Rücksicht auf den Zeitpunkt ihrer Entstehung befugt (Anfechtungsbefugnis), sofern die Zwangsvollstreckung zu einer vollständigen Befriedigung des Gläubigers nicht geführt hat oder bei der Bewilligung der Vollstreckung anzunehmen ist, dass sie zu einer solchen nicht führen wird.

### Geltendmachung
Die Anfechtung kann durch Klage (Widerklage) oder Einrede, durch Zahlbefehl oder Rechtsbot geltend gemacht werden.
Wenn der Anfechtungsgegner nachweist, dass der anfechtende Gläubiger die anfechtbare Rechtshandlung selbst gewollt hat, mit ihr einverstanden war oder sie nachträglich in Kenntnis der anfechtbaren Umstände genehmigt hat, so ist der Anfechtungsanspruch abzuweisen.

### Anfechtungsmöglichkeit

#### Aktive Handlungen
Anfechtbar sind innerhalb eines Jahres vor der Bewilligung der Zwangsvollstreckung zum Beispiel folgende vorgenommenen Rechtshandlungen:
- unentgeltliche Verfügungen (z. B. Verzicht auf ein noch nicht erworbenes Recht, Ausschlagung einer Erbschaft. Ebenso grundsätzlich vollzogenen Schenkungen, insoweit es sich bei diesen Rechtshandlungen nicht um die Erfüllung einer gesetzlichen Verpflichtung, um gebräuchliche Gelegenheitsgeschenke);
- Rechtsgeschäfte, bei denen der Schuldner zur Zeit seiner Leistung eine Gegenleistung angenommen hat, die zu seiner eigenen Leistung in einem Missverhältnisse steht;
- Rechtsgeschäfte, durch welche der Schuldner sich oder einem Dritten eine Leibrente oder eine Nutzniessung erworben hat;
- die Sicherstellung oder Rückstellung des Heiratsgutes, sofern der Schuldner dazu weder durch einen bei Eingehung der Ehe oder bei Bestellung des Heiratsgutes geschlossenen Vertrag, noch im Falle der Beendigung der ehelichen Gemeinschaft durch Gesetz verpflichtet war, die Sicherstellung oder Ausfolgung der Widerlage oder des Witwengehaltes.
- Begründung eines Pfandrechts oder diesem in der rechtlichen Wirkung gleichkommender Rechte, zur Sicherung bereits bestehender Verbindlichkeiten, deren Erfüllung sicherzustellen der Schuldner schon früher gesetzlich oder rechtsgeschäftlich nicht verpflichtet war;
- Tilgung einer Geldschuld auf andere Weise als durch Barschaft oder anderweitige übliche Zahlungsmittel;
- die Zahlung einer nicht verfallenen Schuld.

Anfechtbar sind ohne Rücksicht auf den Zeitpunkt ihrer Vornahme alle Rechtshandlungen, welche der Schuldner in der dem andern Teile zur Zeit ihrer Vornahme erkennbaren Absicht vorgenommen hat, seine Gläubiger zu benachteiligen oder einzelne Gläubiger zum Nachteile anderer zu begünstigen.

#### Unterlassungen
Unterlassungen des Schuldners, durch die er ein Recht verliert, oder durch die gegen ihn vermögensrechtliche Ansprüche begründet, erhalten oder gesichert werden können ebenfalls angefochten werden. Beispiele:
- Unterlassung der Antretung einer Erbschaft, oder
- Unterlassung der Anfechtung der Verletzung des Pflichtteils oder
- Unterlassung der Anfechtung einer unzulässigen Enterbung.

### Folgen für den Anfechtungsgegner
Wer durch eine anfechtbare Rechtshandlung Vermögen des Schuldners erworben hat, ist grundsätzlich zur Rückgabe desselben verpflichtet.

### Verjährung
Die Anfechtungsklage (Widerklage) verjährt mit dem Ablauf von fünf Jahren seit Vornahme der anfechtbaren Rechtshandlung.